# Jimmy Juan
Jimmy Juan (Valence, 10 de junho, 1983) é um futebolista da França.